# Ethopolys pusio
Ethopolys pusio är en mångfotingart som först beskrevs av Anton Julius Stuxberg 1875.  Ethopolys pusio ingår i släktet Ethopolys och familjen stenkrypare. Inga underarter finns listade i Catalogue of Life.